# ماچالی
ماچالی (به اسپانیایی: Machalí) یک شهرستان‌ در شیلی است که در کاچاپوآل واقع شده‌است. ماچالی ۲٬۵۸۶ کیلومتر مربع مساحت و ۴۲٬۵۷۲ نفر جمعیت دارد و ۵۵۲ متر بالاتر از سطح دریا واقع شده‌است.